# Brangas dydimaon
Brangas dydimaon is een vlinder uit de familie van de Lycaenidae. De wetenschappelijke naam van de soort werd als Papilio dydimaon in 1777 gepubliceerd door Pieter Cramer.